# Magnus Eriksson (ishockeyspelare född 1973)
Magnus Eriksson, född den 12 augusti 1973 i Haninge kommun, är en svensk före detta professionell ishockeymålvakt. Världsmästare i ishockey 1998.

## Meriter
- 31 matcher för Sveriges herrlandslag i ishockey
- Världsmästare 1998